# Dedicated Short Range Communications
Dedicated Short Range Communications (DSRC) är ett kommunikationsprotokoll för trådlös kommunikation över korta eller medellånga avstånd, uttryckligen utvecklat för användning i vägfordon. Protokollet erbjuder kommunikation mellan fordon och utrustning vid sidan av vägen, och utgör en delmängd av RFID-tekniken. I Nordamerika används bandet kring 5,9 Hertz medan man i Europa och Asien använder 5,8 GHz. En tidigare version använde 915 Hertz.